# Pseudoharpya opulenta
Pseudoharpya opulenta – gatunek chrząszcza z rodziny kózkowatych i podrodziny zgrzypikowych. Jedyny przedstawiciel rodzaju Pseudoharpya.

## Zasięg występowania
Afryka; notowany w Gwinei Bissau, Republice Środkowoafrykańskiej, Kamerunie, Demokratycznej Republice Konga oraz w Angoli.